# Джон Холдейн
Джон Бърдън Сандерсън Холдейн (на английски: John Burdon Sanderson Haldane) е британски генетик и еволюционен биолог. Той един от основателите, заедно с Роналд Фишер и Сюъл Райт, на популационната генетика.

## Биография
Роден е на 5 ноември 1892 година в Оксфорд, Англия, в семейството на физиолога Джон Скот Холдейн и Луиза Катлин. Корените на семейството му са от шотландската аристокрация. На 3-годишна възраст се научава да чете, а на 8 години работи заедно с баща си в домашната им лаборатория.
През 1897 започва обучението му в подготвителното училище Dragon School в Оксфорд, а през 1905 продължава обучението си в Итън Колидж. След завършване на колежа учи математика в Ню Колидж (Оксфорд). Образованието му е прекъснато от Първата световна война, като се присъединява към 3-ти шотландски батальон на Британската армия. Служи във Франция и Ирак. На 1 април 1920 г. се оттегля от армията с чин капитан. За неговата жестокост и агресивност в битките, командирът му го определя като „най-смелият и най-мръсен офицер в моята армия“.
Между 1919 и 1922 заема административна длъжност в Ню Колидж (Оксфорд). След това става доцент по биохимия в Тринити Колидж в Кеймбридж. Там преподава до 1932 г. През тези девет години в Кеймбридж, Холдейн работи върху ензимите и генетиката, и по специално върху математичната част на генетиката. През 1933 г. става професор по генетика в Университетски колеж Лондон, където прекарва голяма част от академичната си кариера.
През 1956 г. Холдейн напуска Университетския колеж в Лондон и се прехвърля в Индийския статистически институт в Калкута, Индия, където оглавява отдела по биостатистика. През февруари 1961 . се премества в новоучредено биостатистическо звено в щата Одиша в Източна Индия.
Умира на 72-годишна възраст от рак в Бхубанешвар на 1 декември 1964 г.

## Научна дейност
През 1935 г. Холдейн подлага на проучване група пълнолетни мъже, страдащи от хемофилия – заболяване на кръвта, което ограничава съсирването ѝ и може да причини кървене до смърт. Поради все още ограничените възможности на медицината Холдейн предполага, че всеки от нас развива около 150 нови мутации в течение на жизнения си път, които след това се предават на новото поколение. В продължение на близо 70 години обаче тезата му остава непотвърдена.